# 皮特·康拉德
小查尔斯·“皮特”·康拉德（英語：Charles "Pete" Conrad, Jr.，1930年6月2日—1999年7月8日）曾是一位美国国家航空航天局（NASA）的宇航员、航空工程师、美国海军军官与试飞员。康拉德于1962年入选NASA第二组宇航员，此后执行过双子座5号、双子座11号、阿波罗12号以及天空实验室2号任务。1969年，康拉德担任阿波罗12号任务的指令长，成为了第三个踏上月球的人。
入选宇航员之前，康拉德曾就读于普林斯顿大学，获得航空航天工程专业的理学学士学位，为首位毕业于常春藤盟校的宇航员。康拉德于毕业后加入美国海军，于1954年获得海军飞行员之翼徽章，成为海军战斗机飞行员。此后他进入海军试飞员学校，毕业后成为项目试飞员。康拉德在1959年成为水星计划宇航员的候选人，但直到第二组宇航员才被选中。
康拉德的首次太空任务是1965年的双子座5号，与指令长戈尔登·库勃在太空停留8天，创造了当时的航天任务时长记录。此后他在1966年的双子座11号、1969年的阿波罗12号、1973年的天空实验室2号任务中均担任指令长。执行天空实验室2号任务时，康拉德与同事成功修复了天空实验室空间站发射时出现的严重损坏，因此在1978年获得总统吉米·卡特颁发的国会太空荣誉勋章。
康拉德于1973年从NASA和美国海军退役，成为美国电视与通讯公司（American Television and Communications Company）副总裁，后于麦道公司担任副总裁。
1998年7月8日，康拉德因摩托车事故造成的内脏损伤逝世，享年68岁。

## 早年生活与教育
皮特·康拉德1930年6月2日生于费城，是老查尔斯·康拉德（Charles Conrad Sr., 1892-1969）与弗朗西丝·德·拉佩拉格·康拉德（Frances De Rappelage Conrad, 1899-1981）的第三个孩子，为家中的长子。康拉德家是一户富裕的房地产和银行家庭，:17, 74然而1930年代的大萧条使得家族的财富付诸东流。1942年，康拉德家族失去了他们在费城的庄园，搬进了一座小马车房，由弗朗西丝的弟弟埃格顿·文森（Egerton Vinson）支付房钱。老查尔斯因财务失败最终崩溃，离开了自己的家庭。:43
康拉德被认为是一个聪明的男孩，但由于患有阅读障碍，学习十分吃力。当时的人们对阅读障碍缺乏了解。康拉德在宾夕法尼亚州哈弗福德的哈弗福德学校上学。哈弗福德学校是一所私立学院，康拉德一家的上几代人均在此就读；即使在家庭财务不景气的时候，皮特的舅舅埃格顿也帮助他继续在哈弗福德上学。然而，皮特的阅读障碍仍旧妨碍了他的学业。皮特11年级的大部分考试未能及格，被学校开除。:35, 43
康拉德的母亲拒绝认为她的儿子有智力问题，于是开始给他找合适的学校。她找到了纽约州新黎巴嫩的达罗学校。康拉德学会了如何应用系统的学习方法，并设法绕过了自己的阅读障碍。尽管不得不复读11年级，但康拉德在达罗学校表现优异：1949年毕业后，他不仅被普林斯顿大学录取，还获得了海军预备役军官学校的全额奖学金。:64–67尽管身高只有5英尺6英寸（1.68），体重仅仅135磅（61），但康拉德在达罗学校橄榄球队中司职中鋒，并成为球队队长。学校的副校长说“他是一个非常顽强的孩子，我们赢得了我们的那份比赛。”
从15岁开始，康拉德暑期在宾夕法尼亚州佩奥利附近的机场做一些割草、扫地之类的零工，来换取乘机飞行和偶尔的教学时间。他更是学习了飞机与航空发动机的构造和工作原理，后来进一步从事了一些小的维修工作。16岁那年，他驾车近100英里（160）帮助一位紧急迫降的飞行教官，仅靠自己修好了飞机。此后，教官给康拉德上了飞行课，让他在高中毕业前就拿到了飞行员执照。:54–59
康拉德在大学期间继续飞行，不仅保留了飞行员执照，还获得了仪表飞行资格。1953年，他从普林斯顿大学航空工程专业毕业，获得理学学士学位，并作为海军预备役军官毕业生在美国海军服役，成为一名少尉。

## 海军经历与宇航员选拔

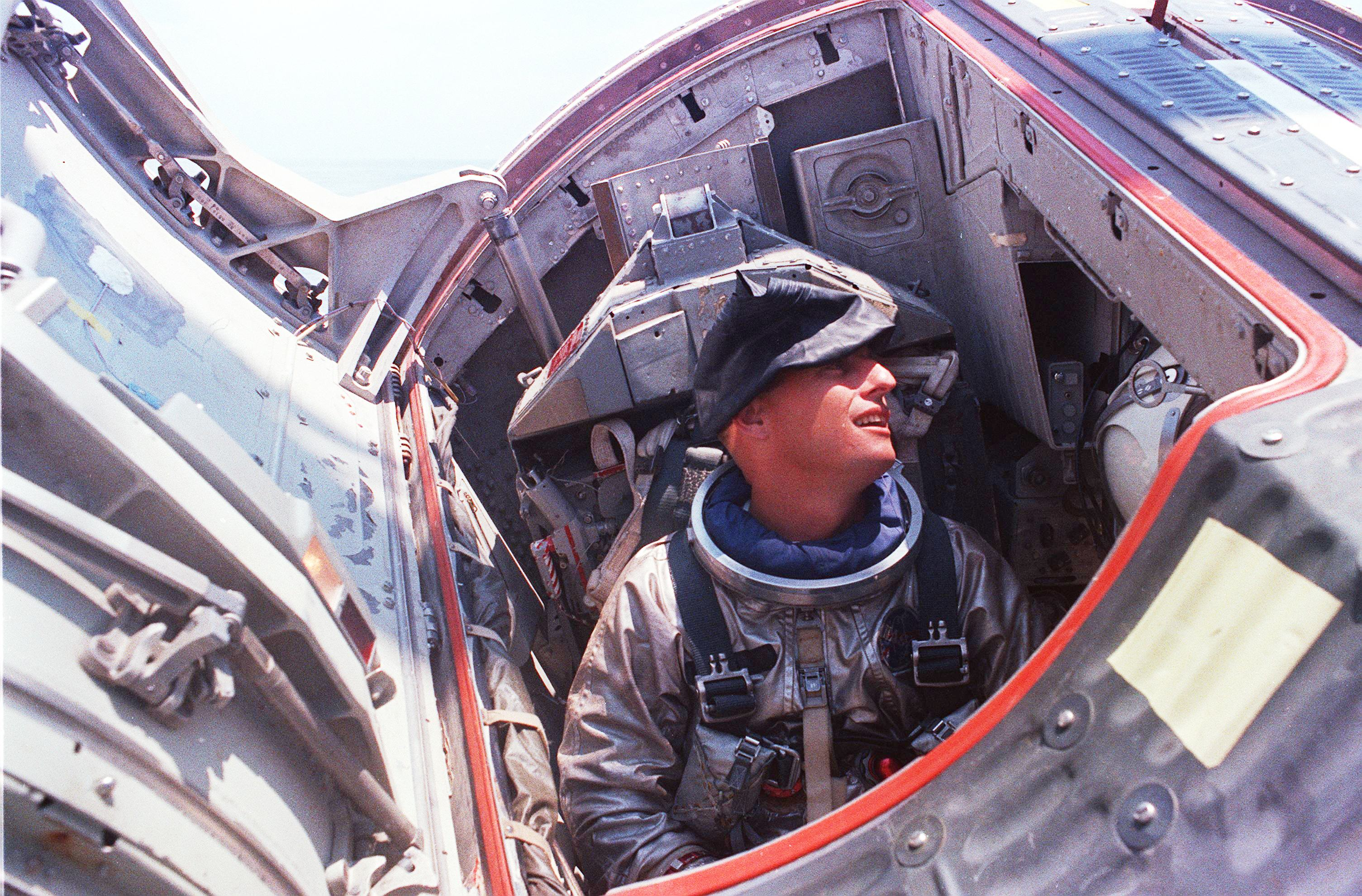
康拉德在双子座静态航天器5号中准备水上逃生训练

1953年入伍后，康拉德被派往佛罗里达州彭萨科拉海军航空站接受飞行训练，此外还在得克萨斯州的科珀斯克里斯蒂海军航空站受训。1954年9月，他被选为海军航空兵的战斗机飞行员。康拉德在海军飞行学校表现优异，作为战斗机飞行员在航空母舰上服役数年。康拉德还曾在墨西哥湾沿岸的海军飞行学校担任飞行教官。
接下来，康拉德申请了马里兰州帕图森河海军航空站的美国海军试飞员学校，成功录取。和康拉德一同被录取的还有后来的宇航员瓦尔特·施艾拉和吉姆·洛弗尔。1958年，康拉德从试飞员学校20班毕业，被指派为项目试飞员。:83,146康拉德于1969年12月11日成为美国海军上尉。
在此期间，康拉德应邀参加了美国国家航空航天局（NASA）第一批航天员（“水星计划七人”）的选拔。康拉德等候选人在新墨西哥州的洛夫莱斯诊所，经历了几天的医疗测试和心理检测。他和其他候选人认为检查过程侵犯、羞辱了他们，而且是不必要的；但和其他候选人不同，康拉德对检查制度表示了反抗。一次罗夏墨迹测试中，康拉德告诉心理医生某张墨迹卡展示了性交的场景，还描述了其中的详尽细节。有人给了他一张空白的卡片，他便把卡片调转过来，又推回去说：“它放倒了”。当康拉德被要求将大便样本送到现场实验室时，他将大便样本装进一个礼品盒，还在盒子上系上了红丝带。最终，他认为自己已经受够了，把他的灌肠袋扔在诊所指挥官的办公桌上，径直走出了诊所。:113–119他向NASA提出的申请被拒绝了，理由是“不适合长时间飞行。”
NASA的插曲过后，康拉德作为一名战斗机飞行员回到海军，进入太平洋舰队第二批投入服役的F-4幽灵II战斗机中队——VF-96中队，在遊騎兵號航空母艦上服役。后来当NASA宣布寻找第二批宇航员时，水星计划的老兵艾伦·谢泼德在海军航空兵和试飞员时代就认识康拉德，便邀请他再次申请。这一次，康拉德发现体检的侵犯程度较小。1962年6月，他被选入美国宇航局。
他有6,500小时的飞行时间，其中超过5,000小时是在喷气式飞机上。

## 宇航员生涯

### 双子座计划

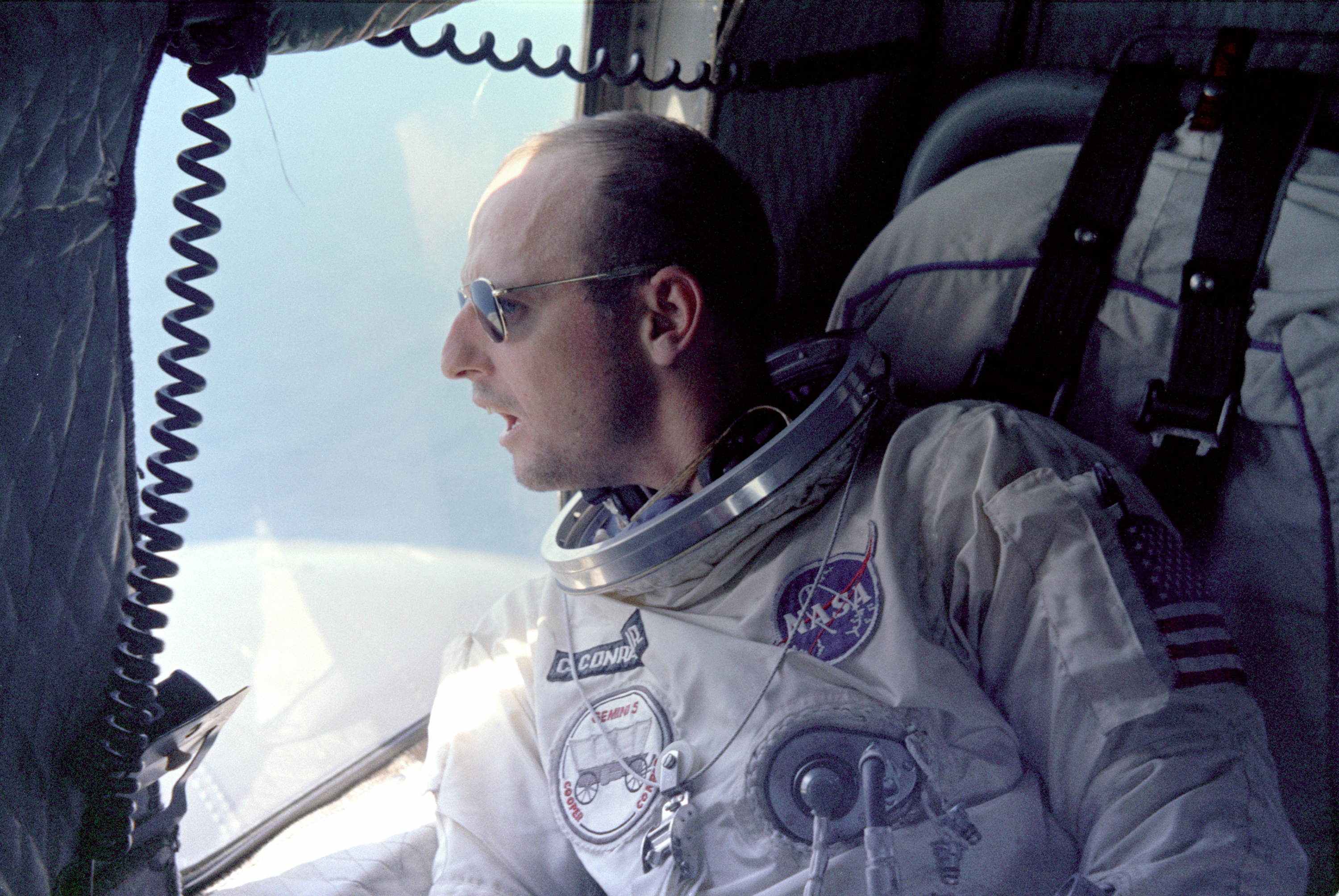
双子座5号任务后的康拉德

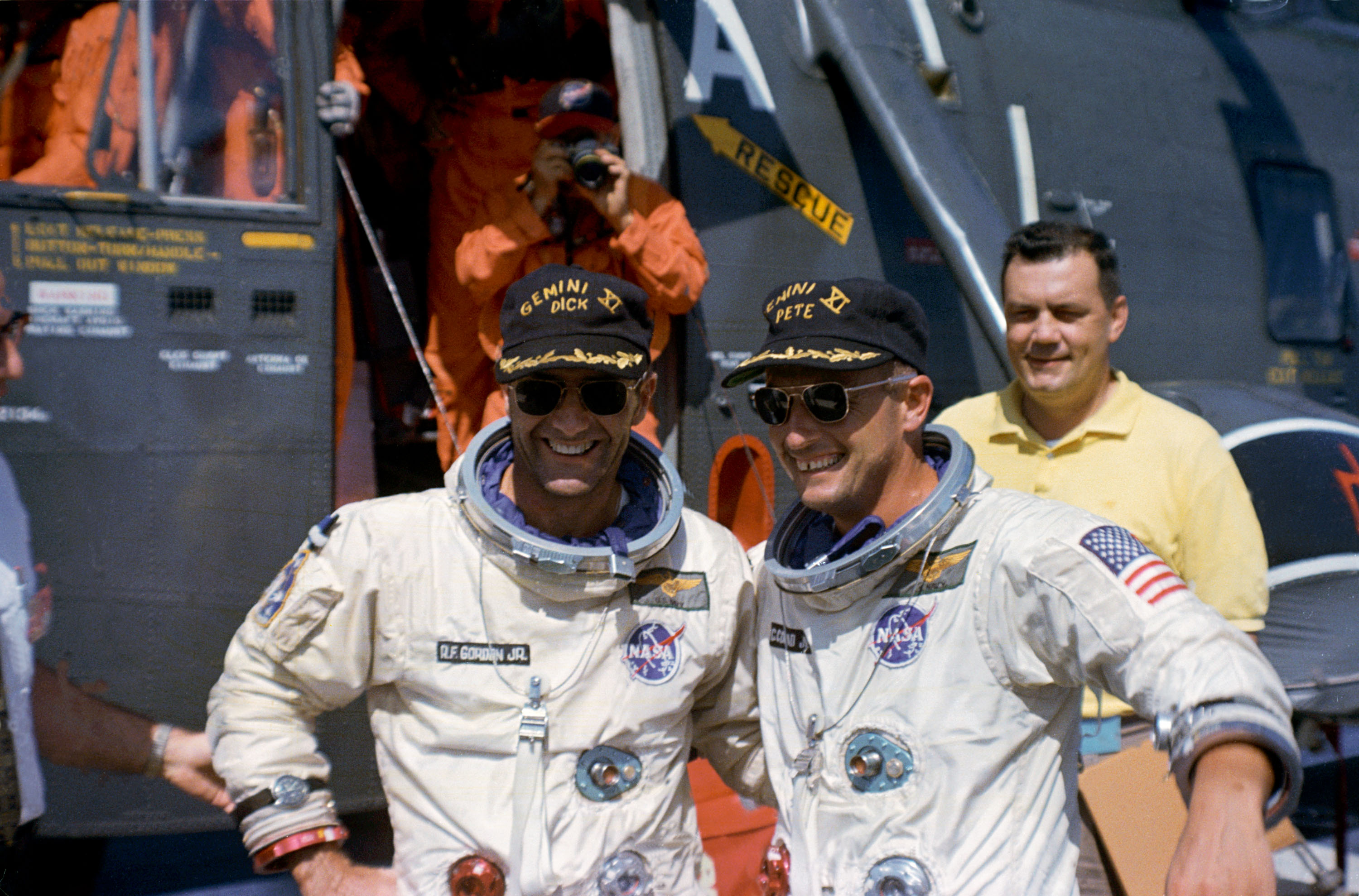
双子座11号任务完成后，康拉德（右）与同机组的理查德·戈尔登（左）走下直升机

1962年9月17日，康拉德加入NASA，成为被称作“新9人”（The New Nine)的第二组宇航员之一。康拉德是该组中最优秀的飞行员之一，是第一批被分配到双子座任务的飞行员。作为双子座5号的驾驶员，他和他的指令长戈尔登·库勃一起在太空中飞行7天22小时55分，打破了先前由苏联创造的太空任务时长记录（5天）。双子座5号近8天的任务时长是首次载人月球着陆任务预计所需的时间。康拉德笑称双子座5号的太空舱是“一个会飞的垃圾桶”。
康拉德测试了许多对阿波罗计划至关重要的航天器系统。他是最矮小的宇航员之一，身高5英尺6英寸半（1.69米）。和打橄榄球的指令长戈尔登·库勃相比，康拉德觉得双子座舱室对他的束缚要宽松些。康拉德后来被任命为双子座8号后备机组的指令长，又作为指令长和驾驶员迪克·戈尔登一起执行双子座11号任务。双子座11号在达到轨道后立即与阿吉纳目标飞行器完成对接。这次对接是一次工程和飞行测试，模拟了后来的阿波罗指挥舱（CM）和月球舱（LM）所要实现的对接过程要求。此外，双子座11号飞行还拥有史上最高的地球轨道远地点，高度达到1,369公里。

### 阿波罗计划

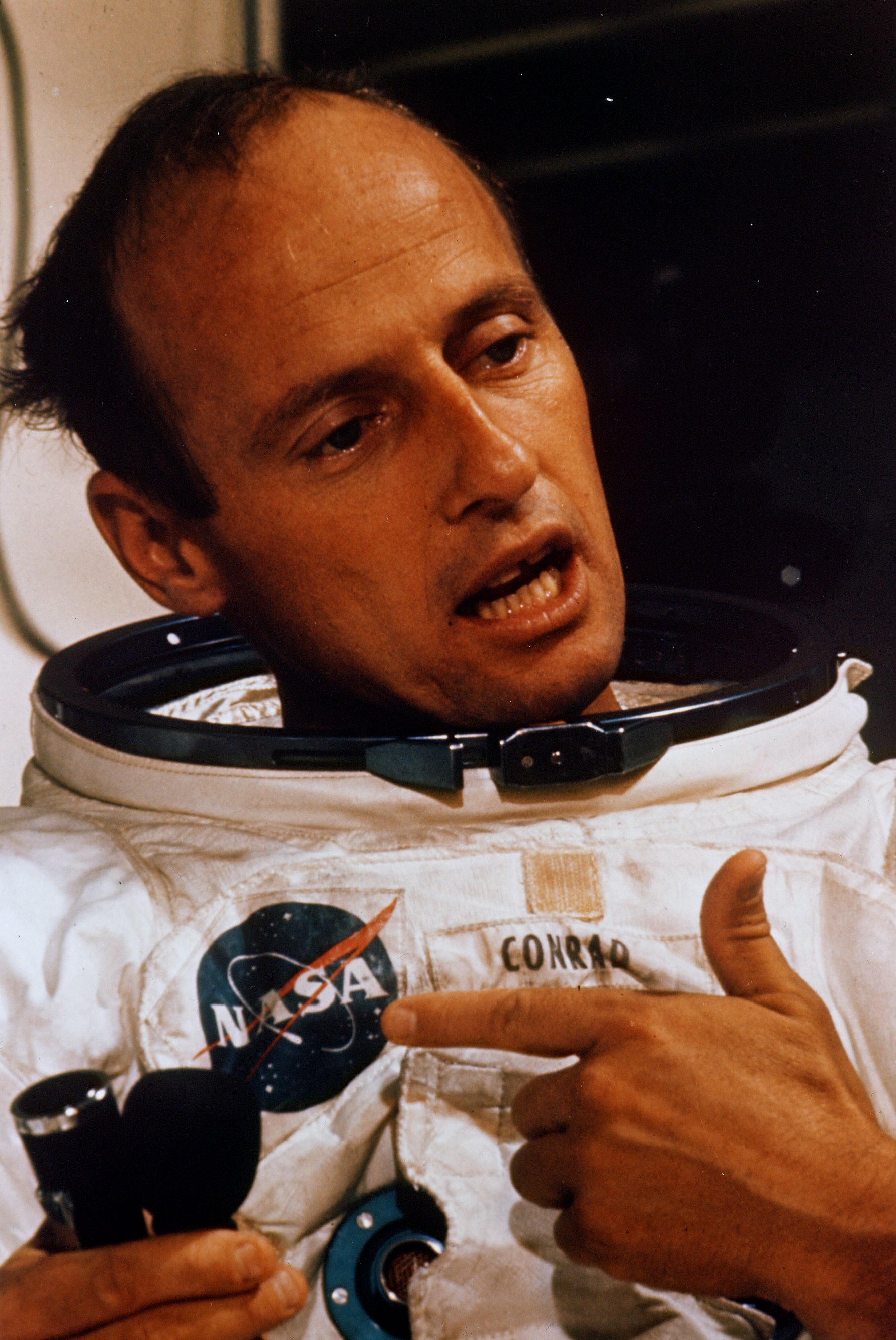
阿波罗12号舱外活动训练中的康拉德

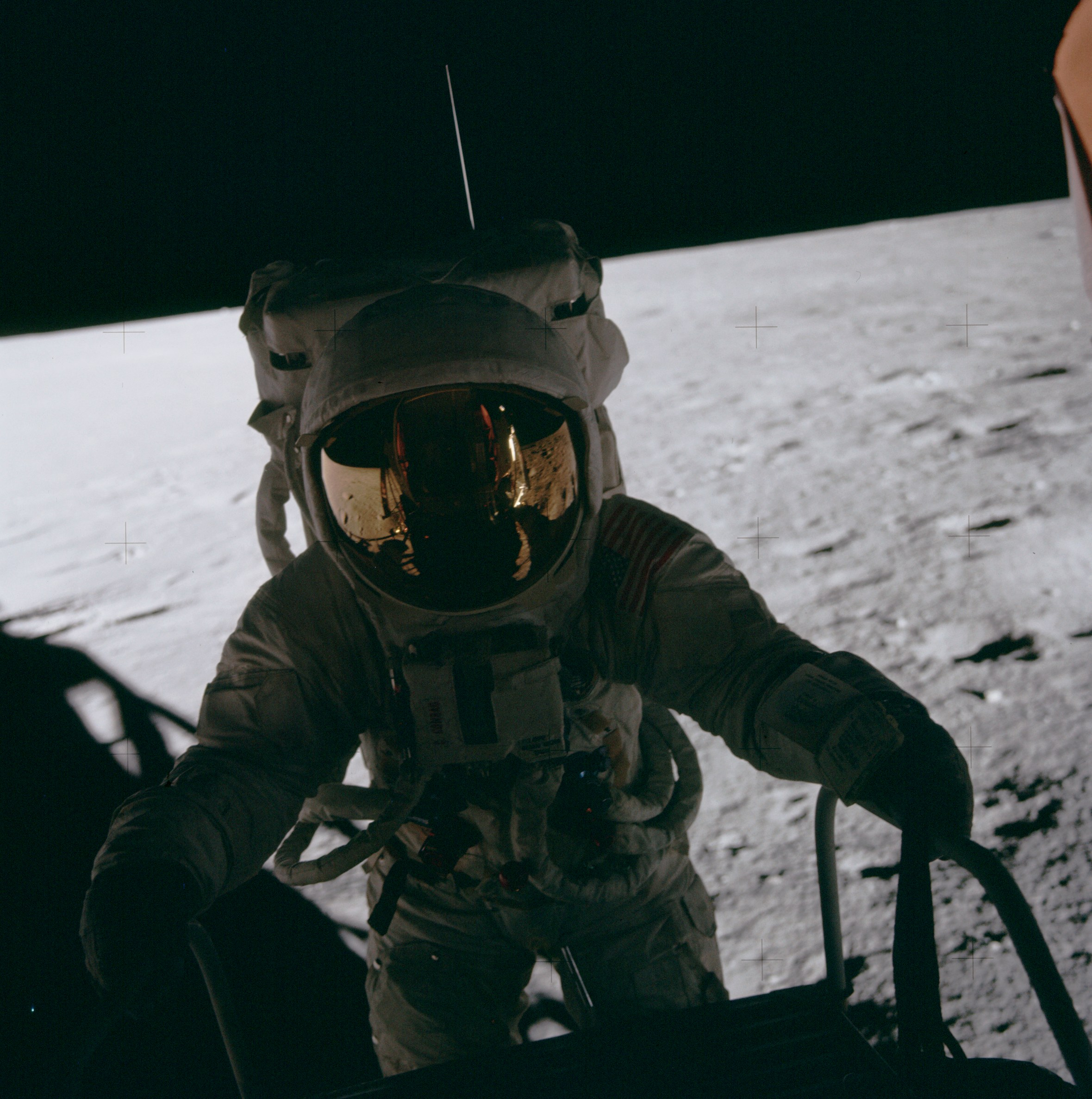
康拉德走下登月舱梯子，即将成为第三个登上月球的人

康拉德于1966年12月被委派到阿波罗航天器的首次带登月舱的近地轨道试飞任务，担任任务后备机组的指令长。月球舱的研制延误将这次任务推到了1968年12月，编号为“阿波罗8号”。但是，由于首个登月舱的载人飞行准备工作又一次出现延误，NASA将阿波罗8号任务改为一次不带登月舱的载人绕月任务，而康拉德的后备机组任务推迟至1969年3月的阿波罗9号任务。按照飞行乘务组主任迪克·斯雷顿的做法，后备机组将在隔两次任务后担任主机组。如果没有发生8号和9号的对调，康拉德可能会指挥阿波罗11号，成为首个登月的宇航员。
阿波罗12号任务于1969年11月14日发射，由康拉德担任指令长，迪克·戈尔登担任指令舱驾驶员，艾伦·宾担任登月舱驾驶员。这次发射是阿波罗计划中最骇人的一次——火箭刚升空后遭遇一连串雷击，指令舱的电源和制导系统一度中断。故障排除后，任务得以顺利进行，登月舱于五天后成功降落在月球。在踏上月球表面后，康拉德拿自己的矮小身材自嘲道：
哇呃！伙计，这对尼尔来说可能算一小步，但却是我的一大步。——皮特·康拉德
他后来透露，他说这句话是为了赢得他与意大利记者奥里亚娜·法拉奇打赌的500美元，以证明NASA没有编写宇航员的言论（法拉奇确信阿姆斯特朗的“个人一小步”的讲话是别人为他写好的，不是他自己想的）。实际上，康拉德的“一大步”指的是从梯子下到登月舱着陆脚上的动作，而阿姆斯特朗的“一小步”是从着陆脚上迈步踏上月球表面的动作。康拉德踏上月球时说的是：“哦哦，又软又晃的。”
他在执行任务时拍摄的一张照片里，从艾伦·宾的头盔遮阳罩上可以看到他自己的身影；后来被《科技新时代》杂志列为最佳的宇航员自拍之一。

### 天空实验室

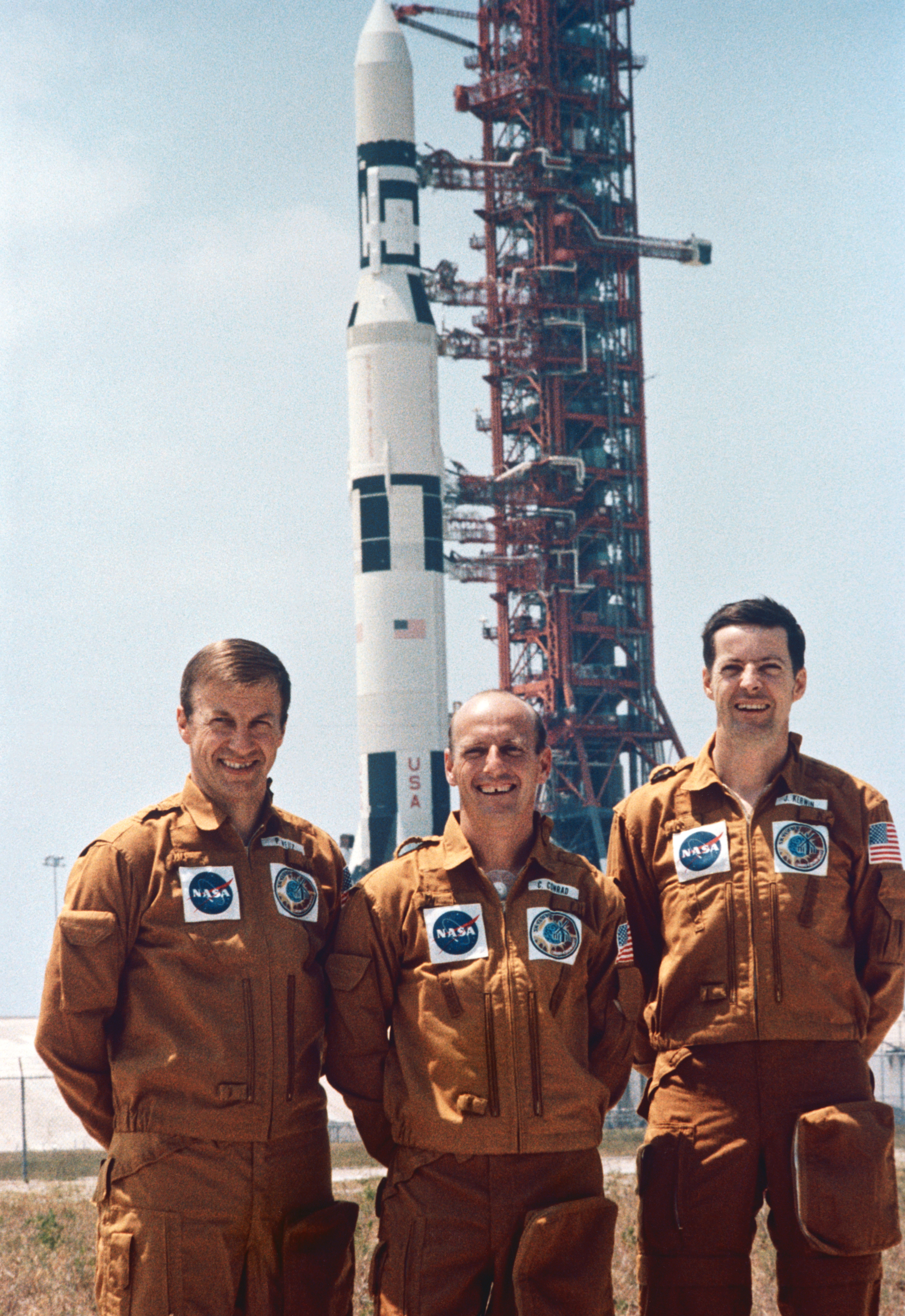
天空实验室的首批乘员组：保罗·维兹（左），皮特·康拉德（中）与约瑟夫·科文（右）。三人将在空间站停留28天。

康拉德在最后一次任务中作为天空实验室2号任务的指挥官，是第一批进入天空实验室空间站的乘员。该空间站在无人驾驶的发射过程中遭遇损坏，微流星体护罩被撕开，脱落时砸掉了两块主太阳能板中的一个，并让另一块卡住无法展开。康拉德和他的机组人员在两次太空行走中修复了损坏。康拉德靠着蛮力将卡住的太阳能电池板拉开；他对这一行动感到特别自豪。宇航员们还架起了一顶“遮阳伞”太阳护罩，以顶替失去的微流星体护罩的遮阳功用，保护空间站免于阳光的剧烈加热。如果没有这个防护罩，天空实验室和其中的仪器将无法使用。1978年，吉米·卡特总统为此向康拉德颁发了国会太空荣誉勋章，以示表彰。
1972年5月10日，康拉德在为天空实验室2号任务训练期间，不得不从美国国家航空航天局N957NA号T-38教练机中弹射。当时他刚刚结束对特拉华州的ILC工业公司的访问，正在返回休斯敦的途中。在接近埃林顿空军基地时，他被告知天气已经恶化到无法降落，所以他改道前往霍比机场。在霍比机场实施夜间仪表引导降落时，他在高度800英尺时遭遇发电机故障，进场中止。他选择改道天气较好的伯格斯卓姆空军基地。不幸的是，他在接近基地时耗尽了燃油，被迫在3700英尺高度弹射。他从在距离基地作业楼约100碼（91）处着陆，飞机坠毁在基地2英里（3.2）开外的空地上。

## 退役之后

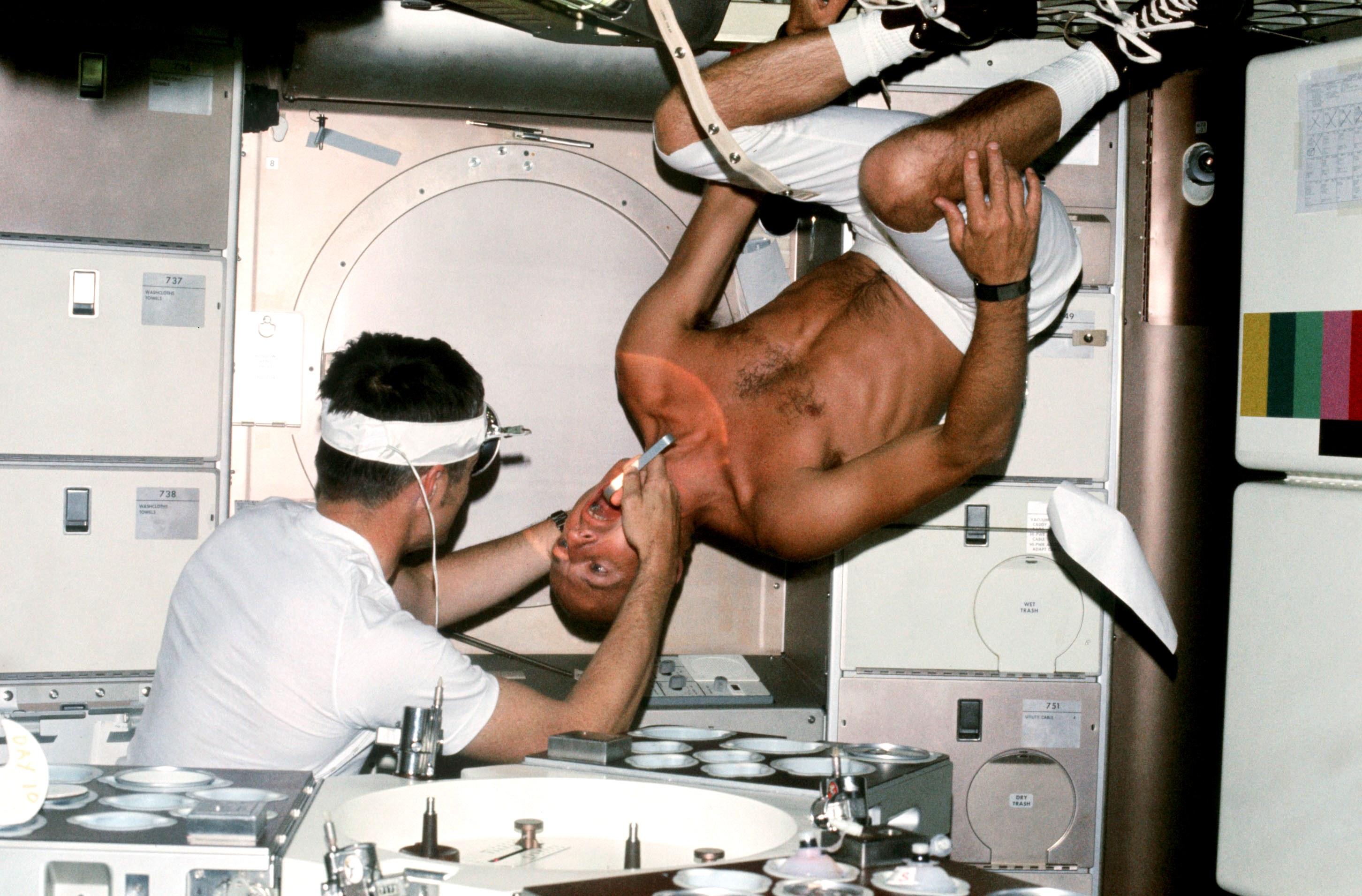
康拉德接受天空实验室2号科学飞行员约瑟夫·科文博士的牙科检查。

1973年，康拉德从美国宇航局和海军退役，到美国电视与通讯公司（American Television and Communications Company）工作。他起初担任运营副总裁和首席运营官。康拉德负责已有系统的运营和新的全国有线电视系统的开发。
1976年，康拉德接受了麦道公司的职位，担任副总裁和顾问。1978年，他成为营销副总裁，负责道格拉斯飞机公司的商业和军用销售。1979年，一架麦道DC-10飞机的发动机脱落，导致飞机坠毁，乘客和机组人员全部丧生。康拉德带头参与了麦道公司的相关工作，以消除公众和政策制定者的担忧，挽救飞机的声誉，但最终未能成功。1980年，康拉德被提升为市场营销高级副总裁。1982年至1984年，康拉德担任营销和产品支持高级副总裁。1984年，他被任命为国际业务发展部员工副总裁。在20世纪90年代，他曾为DC-X实验性单级入轨航天器项目担任顾问。1993年，康拉德成为项目开发副总裁。
1996年2月14日，康拉德作为机组人员之一，驾驶由有线电视先驱比尔·丹尼尔斯所拥有的里尔喷气机进行了一次创纪录的环球飞行，用时49小时26分8秒。今天，这架飞机在丹佛国际机场C航站楼永久静态展示。
在去世前一个月，康拉德在《ABC新闻夜线》上接受采访时说：“我认为航天飞机发射值得一次花十亿美元。我认为它能做的值二十亿。我认为航天飞机所做的贡献对得起它的开销。”在他去世前的最后一次采访中，康拉德出现在PBS的《新星》系列节目中，讨论了他对太空旅行未来应该向何处去的看法。他认为重返月球是“浪费纳税人的钱”，而建议去火星和小行星的任务。
2006年，美国国家航空航天局为康拉德追授探索大使（Ambassador of Exploration Award）奖，以表彰他在NASA和科学领域的工作。

## 个人生活
在普林斯顿时，康拉德遇到了布林莫爾學院的学生简·杜博斯（Jane DuBose），她家里在德克萨斯州尤瓦尔迪拥有一座1,600英畝（650公頃）的牧场。简的父亲温·杜博斯（Winn DuBose）是第一个叫康拉德“皮特”（Pete）的人；此前所有人都管他叫“彼得”（Peter）。从普林斯顿大学毕业后，康拉德和简在1953年6月16日结婚。他们有四个儿子：1954年出生的彼得（Peter）；1957年出生的托马斯（Thomas）；1959年出生的安德鲁（Andrew）；1960年出生的小儿子克里斯托弗（Christopher）。
由于在海军和NASA的工作要求，皮特和简离多聚少，皮特陪伴自己孩子成长的时间也比他希望的要少。即使从NASA和海军退役后，皮特还是让自己忙个不停。1988年，皮特和简离婚。皮特和简后来都再婚了。
1989年，康拉德的小儿子克里斯托弗患恶性淋巴瘤。他于1990年4月去世，年仅29岁。:230–1
康拉德通朋友认识了丹佛的离异妇女南希·克雷恩，二人于1990年结婚。
康拉德曾是幼童军。他的爱好包括高尔夫球、滑水、以及VEE方程式等赛车运动。

## 去世
1999年7月8日，康拉德在一次摩托车事故中因内伤死亡。当康拉德与妻子和朋友从亨廷頓比奇的家骑摩托车前往蒙特雷的时候，他的摩托车在一个转弯处发生事故。发生事故时，康拉德戴着头盔，行驶速度在限速范围内。康拉德后来在奧海鎮的一家医院去世。他被安葬在阿灵顿国家公墓，许多阿波罗时代的宇航员都参加了葬礼，并以最高荣誉安葬在阿灵顿国家公墓。
位于休斯敦的林顿·约翰逊太空中心有一片纪念树林，其中种下的树用来纪念去世的宇航员。康拉德逝世后，NASA为纪念他也种植了一棵树。在献礼仪式上，康拉德的阿波罗12号机组成员在宇航员艾伦·宾的演讲为沉闷的场合注入了一丝欢乐。他在演讲中假装传递康拉德从后世发来的指示，说康拉德希望NASA在每个圣诞季节都用彩灯来点亮他的树，而不是其他人用的白色。这也符合他的座右铭“要是做不到出色，那就做到多彩。”NASA兑现了这个要求：此后的每一个圣诞节，小树林里所有的圣诞树都点白色灯，唯有康拉德的树用红灯点亮。:xiii

## 奖项与荣誉

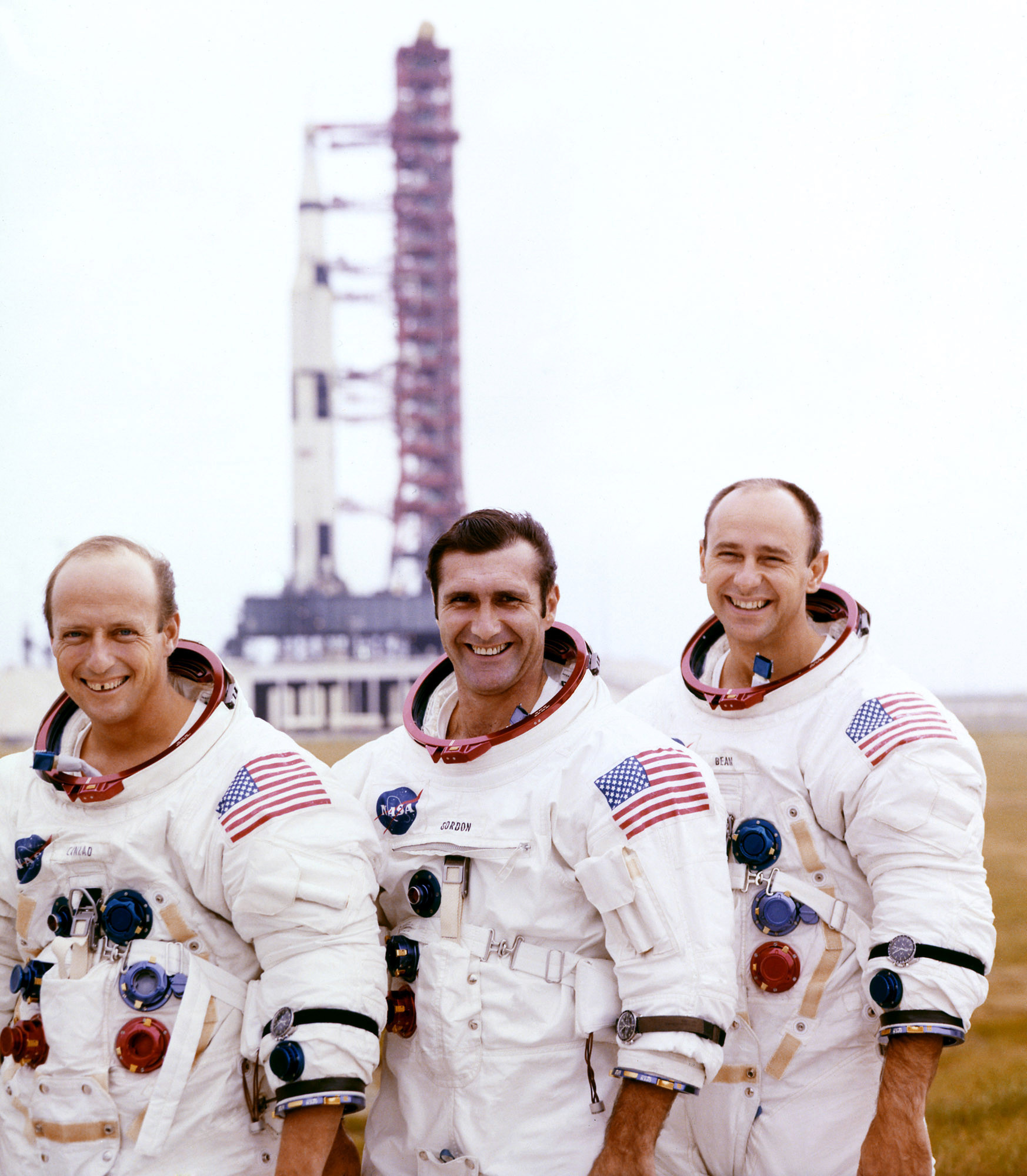
阿波罗12号机组成员康拉德、戈尔登与宾合影，背景为发射阿波罗12号飞船的土星5号火箭。

- 两枚海军杰出服役勋章[1]
- 两枚飞行优异十字勋章[1]
- 國會太空榮譽勳章（1978年）[1]
- 两枚国家航空航天局杰出服务勋章[1][34]
- 两枚国家航空航天局优异服务勋章（英语：NASA Exceptional Service Medal）[1]
- 加加林金质太空奖章（国际航空联合会）[35]
- 哈蒙奖（英语：Harmon Trophy）（1974年）[1]
- 汤普森奖（英语：Thompson Trophy）（1974年）[1]

康拉德入选了多个航空和宇航员名人堂。他是1982年入选国际太空名人堂的10名双子座计划宇航员之一。1993年，康拉德等双子座计划宇航员全体入选美国宇航员名人堂。康拉德于1966年被普林斯顿大学授予荣誉文學碩士学位，1970年获林肯-卫斯理大学荣誉法学博士学位，1971年获得宾夕法尼亚州威尔克斯-巴里国王学院荣誉理学博士学位。
1973年，天空实验室的三名宇航员被授予罗伯特·J·科利尔奖，因为“他们无可辩驳地证明了人类在未来的太空探索中的价值，并且提供了有益于地球上所有人类的数据。”杰拉德·卡尔接受了福特总统1975年颁发给天空实验室宇航员的罗伯特·H·戈达德博士纪念奖。他们还被美国航空航天学会授予1974年的哈利宇航奖（Haley Astronautics Award）。
康拉德是美国宇航学会、紐約科學院、美国航空航天学会与实验试飞员协会的会士。

## 流行文化
在汤姆·沃尔夫讲述美国战后从事火箭研究的飞行员的《真材实料》一书中，康拉德得到了详细的讨论。
康拉德出演过美国运通的电视广告；
出演过1975年的电视电影《偷渡月球》；他还曾在1991年的电视电影《普利茅斯》中饰演自己，剧中讲述了一个虚构的月球基地的故事。
在1995年的电影《阿波罗13号》中，康拉德由大卫·安德鲁斯饰演；1998年的HBO迷你剧《从地球到月球》中，他先后由彼得·斯科拉里（第1集《我们能做到吗？》）和保罗·麦克莱恩（第7集《就是这个样》）饰演。在2018年的电影《登月先鋒》中，康拉德由伊桑·恩布里饰演。